# Maxime Gremetz
Maxime Gremetz, né le 3 septembre 1940 à Canchy (Somme), est un homme politique français. Membre du Parti communiste français jusqu'en 2006, il est député de la Somme pendant plus de 23 ans, député européen, conseiller général de la Somme et vice-président du conseil régional de Picardie.

## Biographie

### Origines
Issu d'une famille de neuf enfants, né d'un père bûcheron, Maxime Gremetz s'engage au Parti communiste français (PCF) à 15 ans. Métallurgiste de formation, il travaille à l'entreprise Valeo à Amiens, où il est élu délégué du personnel. Il perd son emploi en 1963 pour appel à la grève. Il se vantera durant sa carrière parlementaire d'être le seul député ouvrier.

### Membre du Parti communiste
Maxime Gremetz est élu au conseil général de la Somme en 1970. Dirigeant de la fédération communiste de la Somme, il est élu au Comité central en 1973, au Bureau politique en 1976 et au secrétariat du Comité central du PCF en 1979.
Très vite, il se spécialise en politique étrangère et devient le successeur de Jean Kanapa pour la politique extérieure du PCF, la Polex. En juin 1978, tout juste élu député, il organise à Paris une conférence de tous les partis communistes d'Europe, qui réunit ceux des pays socialistes et ceux dans l'opposition légale des pays occidentaux. Dans les faits, deux groupes dominent : les PC français et italien pour les PC occidentaux et le Parti communiste de l'Union soviétique (PCUS) pour les pays socialistes. C'est la période de l'eurocommunisme et le PCF cherche à s'affirmer sur le plan diplomatique, même si les positions défendues restent celles de l'URSS.
Comme membre de la Commission des Affaires étrangères de l'Assemblée nationale, il soutient constamment la position soviétique sur les grands conflits que connaît le monde : Afghanistan, Proche-Orient, Crise des euromissiles, etc. En novembre 1980, il publie un commentaire très critique sur l'élection présidentielle aux États-Unis, en contestant son caractère démocratique en raison de son taux d'abstention. En août 1982, alors que le PCF participait au gouvernement  français, il conteste fermement la légitimité de l'élection de Bachir Gemayel comme président de la République libanaise, à cause de la présence de chars israéliens devant la Chambre des députés, où se tenait l'élection, alors que François Mitterrand venait de féliciter le nouvel élu.
Toujours très critique de la ligne eurocommuniste de son parti, même après la chute du mur de Berlin en 1989 puis la fin du communisme soviétique, il est un des porte-paroles du courant marxiste-léniniste qui se positionnent contre la nouvelle ligne politique voulu par Robert Hue pendant le XXVIIIème congrès du parti en 1994. 

### Rupture avec le PCF
En 2004, rapidement après les élections régionales, ses relations avec la majorité régionale et les instances locales et nationales communistes se dégradent. Élu le 28 janvier 2005 représentant du conseil régional à l’Agence régionale de l'hospitalisation (ARH), Claude Gewerc, président socialiste de la région Picardie, l'accuse d'avoir sollicité les voix des conseillers régionaux du Front national. Gremetz perd sa vice-présidence, et les trois secrétaires départementaux du PCF de Picardie « dénoncent avec vigueur » la manœuvre de la droite et de l'extrême droite qui ont, selon eux, porté leurs voix sur Maxime Gremetz, proposant à ce dernier de démissionner de l'Agence régionale d'hospitalisation, ce qu'il refuse. Il gagne ensuite un procès en diffamation, en septembre 2006, contre Claude Gewerc.
En février 2006, le PCF refuse de renouveler sa carte au député picard, lequel a fait trancher le différend, en sa faveur, par le Tribunal de grande instance de Paris en mars 2006. Aux législatives de 2007, les militants communistes de la première circonscription de la Somme investissent le maire de Camon, Jean-Claude Renaux, mais Gremetz emporte le scrutin malgré l'étiquette de dissident avec 59 % des voix.
Pour les municipales de 2008, il réclame des listes PCF et PS séparées au premier tour des municipales, comme lors des élections précédentes. Il menace, avant d'y renoncer en décembre 2007, de conduire une liste dissidente à celle d'union de la gauche menée par un socialiste et à laquelle participe le secrétaire de la section d'Amiens Laurent Beuvain avec le soutien de son parti. Malgré un 1er tour décevant (41 % des voix), la liste d'Union de la Gauche obtient 42 conseillers sur 52, dont Laurent Beuvain, qui siègent dans le même groupe municipal « Unis et solidaires ».
Présentant sa propre liste aux régionales de 2010, face au président socialiste sortant Claude Gewerc et à la liste Front de gauche menée par le communiste Thierry Aury, il obtient 6,20 % des suffrages au premier tour, ce qui l'empêche de se maintenir au second tour.
Candidat lors des cantonales de 2011 pour le canton d'Amiens-4-Est, il est battu par le conseiller général socialiste sortant, Jean-Louis Piot, qui réalise 60,93 % des voix.
Jugeant ne plus pouvoir remplir ses fonctions dans des « conditions satisfaisantes » après son exclusion de son groupe politique à l'Assemblée nationale, le catégorisant dans les non-inscrits, Maxime Gremetz démissionne de son mandat de député le 16 mai 2011. Son siège de député reste vacant jusqu'aux élections législatives de 2012, une élection partielle ne pouvant être organisée dans les douze mois qui précèdent la fin du mandat de l'Assemblée nationale. Il fit campagne pour le syndicaliste Mickael Wamen en 2012 pour lui succéder, une liste qui ne recueille que 5 % des voix. Après cette campagne, il se retire de la vie politique et publique.

### Personnalité controversée
Maxime Gremetz est une personnalité controversée pour son attitude colérique, et sa carrière est émaillée d'incidents publics. Ce comportement lui vaut les surnoms de « la bête de Somme », avec une référence au département qu'il représente, et de « Peppone » par Jean-Pierre Chevènement,.
En 1998, il est condamné pour avoir bousculé lors d'une cérémonie officielle un gendarme avec sa voiture, avant d'interpeller vivement Charles Baur, président du conseil régional de Picardie, ainsi que le maire d'Amiens Gilles de Robien, sur la gratuité d'une autoroute (A16, partie ouest entre Amiens Nord et Dury), puis est gracié par le président Jacques Chirac en 2002. Lors d'une séance du conseil régional de Picardie, le 28 avril 2008, il est accusé d'avoir repoussé et fait chuter le socialiste Gilles Seguin. Reprochant au groupe communiste de l'Assemblée nationale de le priver de parole, il saccage le bureau de Daniel Paul.
Le 8 juillet 2008, il est condamné pour licenciement abusif par le conseil des prud'hommes d'Amiens à verser plus de 50 000 € à quatre anciens collaborateurs qu'il avait remerciés pour « faute grave » ou « incompétence »,. Ses adversaires au sein du PCF lui reprochent des formes de harcèlement moral, des propos injurieux, des violences verbales, un changement de serrure intempestif, et un fonctionnement peu collectif (Déclaration du Comité de section d’Amiens du PCF de février 2006).
Le 23 mars 2011, il est exclu temporairement de l'Assemblée nationale et privé pour deux mois de la moitié de son indemnité parlementaire, sanction la plus sévère contre un député, une première sous la Cinquième République, après avoir interrompu une réunion parlementaire consacrée aux accidents nucléaires de Fukushima au Japon, en intimant l'ordre aux ministres de déplacer leurs voitures mal garées selon lui,,. Le 28 mars 2011, le juge des référés du Conseil d'État se déclare incompétent pour examiner le recours contre cette sanction. Le tribunal de grande instance déboute son recours contre la sanction parlementaire. À la suite de cette affaire, il est exclu le 12 avril 2011 de son groupe parlementaire (groupe de la Gauche démocrate et républicaine).
En novembre 2011, il bloque un véhicule de transport de fonds avec sa Citroën, faisant usage de sa cocarde de parlementaire, alors qu'il n'est plus en fonction : le 27 novembre 2012, le tribunal correctionnel d'Amiens le poursuit pour « entrave à la circulation des véhicules sur une voie publique » et « usage public et sans droit de document justificatif d'une qualité professionnelle ou d'un insigne réglementés par l'autorité publique » ; il condamne Maxime Gremetz à une amende de 2 000 € et à une inscription au casier judiciaire,.

## Détail des mandats et fonctions

### Mandats nationaux et européens
- 3 avril 1978 - 22 mai 1981 : député de la Somme
- 17 juillet 1979 - 16 juin 1984 : député européen
- 17 juin 1984 - 20 mai 1986 : député européen
- 2 avril 1986 - 14 mai 1988 : député de la Somme
- 25 juillet 1989 - 18 juillet 1994 : député européen
- 2 avril 1993 - 21 avril 1997 : député de la Somme
- 1er juin 1997 - 18 juin 2002 : député de la Somme
- 19 juin 2002 - 18 juin 2007 : député de la Somme
- 19 juin 2007 - 16 mai 2011 : député de la Somme

### Mandats locaux
- 17 mars 1970 - 7 mars 1976 : conseiller général de la Somme
- 8 mars 1976 - 30 septembre 1978 : conseiller général de la Somme
- 19 mars 2001 - 21 avril 2004 : conseiller municipal d'Amiens
- 29 mars 2004 - 31 janvier 2005 : vice-président du conseil régional de Picardie
- 29 mars 2004 - 14 mars 2010 : conseiller régional de Picardie